# Stenostomum rotundatum
Stenostomum rotundatum är en måreväxtart som beskrevs av August Heinrich Rudolf Grisebach. Stenostomum rotundatum ingår i släktet Stenostomum och familjen måreväxter. Inga underarter finns listade i Catalogue of Life.